# Kroonstad
Kroonstad é a terceira maior cidade do Estado Livre (depois de Bloemfontein e de Welkom) e fica a duas horas de carro para a N1 a partir de Gauteng. Maokeng é uma região no interior de Kroonstad e é usada ocasionalmente como sinônimo da própria cidade. É o segundo maior centro comercial e urbano do Estado Livre do Norte (depois de Welkom) e um importante entroncamento ferroviário na linha principal da Cidade do Cabo a Joanesburgo. Maokeng é Sesoto e significa "local das árvores espinhosas (árvores mimosas)".

## Pessoas notáveis
- Ver Biografias de naturais de Kroonstad